# Winter Games
Winter Games (Japans: ウインターゲームズ) is een computerspel dat werd ontwikkeld door Action Graphics en uitgebracht door Epyx in 1985. In dit spel is het mogelijk verschillende wintersporten uit te voeren, zoals: alpineskiën, schansspringen, biatlon, bobsleeën, langebaanschaatsen, kunstschaatsen, rodelen en freestyleskiën.

## Platforms
| Jaar | Platform                                                        |
| ---- | --------------------------------------------------------------- |
| 1985 | Apple II, Commodore 64, Macintosh                               |
| 1986 | Amstrad CPC, MSX, PC Booter, ZX Spectrum                        |
| 1987 | Amiga, Apple IIgs, Atari 2600, Atari 7800, Atari ST, NES, PC-88 |
| 2009 | Virtual Console (Wii)                                           |

## Ontvangst
| Beoordeeld door                | Platform            | Jaar  | Score |
| ------------------------------ | ------------------- | ----- | ----- |
| The Video Game Critic          | Atari 2600          | 2001  | 100%  |
| ASM (Aktueller Software Markt) | Commodore 64        | 1986  | 100%  |
| Zzap!                          | Commodore 64        | 1985  | 94%   |
| The Video Game Critic          | Atari 7800          | 1999  | 91%   |
| Amstrad Action                 | Amstrad CPC         | 1986  | 90%   |
| Commodore Format               | Commodore 64        | 1994  | 83%   |
| ASM (Aktueller Software Markt) | ZX Spectrum         | 1986  | 82%   |
| 64'er                          | Commodore 64        | 1985  | 80%   |
| Your Sinclair                  | ZX Spectrum         | 1986  | 80%   |
| Computer and Video Games (CVG) | 1987                | Amiga | 80%   |
| Commodore User                 | Commodore 64        | 1985  | 80%   |
| Tilt                           | NES                 | 1988  | 75%   |
| Power Play                     | Atari 2600          | 1987  | 75%   |
| Amiga Joker                    | Amiga               | 1994  | 74%   |
| Nintendo Life                  | Wii Virtual Console | 2009  | 70%   |
| Eurogamer.net (GB)             | Wii Virtual Console | 2009  | 50%   |
| NES Times                      | NES                 | 2005  | 40%   |
| 1UP!                           | NES                 | 2010  | 27%   |